# Callum Crane
Callum Crane (* 8. März 1996 in Edinburgh) ist ein schottischer Fußballspieler, der beim FC Livingston unter Vertrag steht.

## Karriere
Callum Crane wurde in der schottischen Hauptstadt Edinburgh geboren. Seine Karriere begann er bei AC Oxgangs aus dem gleichnamigen Stadtteil. Im Jahr 2012 wechselte Crane in die U-17-Mannschaft von Hibernian Edinburgh. Für den Verein spielte er bis zum Jahr 2015 in der Jugend, bevor er einen Profivertrag erhielt. Der linke Außenverteidiger kam zu seinem Debüt bei den Hibs allerdings später, er wurde zunächst von November 2015 bis Juni 2016 an die Berwick Rangers verliehen. In der Saison 2015/16 absolvierte er für den Viertligisten 20 Ligaspiele. Nach seiner Rückkehr nach Edinburgh debütierte Crane erstmals in einem Ligaspiel für Hibernian gegen Dunfermline Athletic im Februar 2017, als er für Fraser Fyvie eingewechselt wurde. Nach dem Aufstieg in die Scottish Premiership mit den Hibs wurde Crane für die Saison 2017/18 an den schottischen Drittligisten Alloa Athletic verliehen.

## Erfolge
mit Hibernian Edinburgh
- Schottischer Zweitligameister: 2017